# Joe Bizera
Joe Émerson Bizera Bastos (Artigas, 17 maggio 1980) è un ex calciatore uruguaiano, di ruolo difensore.

## Caratteristiche tecniche
Era un difensore abile nel gioco aereo.

## Carriera

### Club
La sua carriera professionistica inizia nel 1999 al Peñarol, club in cui è rimasto fino al 2005 vincendo due campionati uruguaiani nel 1999 e nel 2003.
Nell'estate del 2005 si trasferisce al Cagliari, militante nella Serie A italiana.
Dopo avere racimolato 40 presenze in 3 anni tra campionato e coppa, nel gennaio 2008 viene ceduto in prestito al Maccabi Tel Aviv.
Nell'estate 2008 il Cagliari lo cede a titolo definitivo al PAOK.
Nel gennaio 2010 passa all'Albacete, militante nella Segunda División spagnola. Successivamente ha vestito le maglie di Maccabi Petah Tiqwa, Bella Vista e Libertad; con quest'ultima ha vinto il campionato paraguaiano di Clausura 2012.
Nel gennaio 2013 si trasferisce all'Atlante, club messicano della Primera División.
Nell'estate 2013 ritorna al Peñarol.

### Nazionale
Vanta 23 presenze e 1 marcatura con la nazionale uruguaiana, con la quale ha disputato la Copa América 2001, il mondiale 2002 e la Copa América 2004. La sua unica rete l'ha segnata nella Copa América 2001 nella finale 3º posto contro l'Honduras.

## Statistiche

### Cronologia presenze e reti in Nazionale
| Cronologia completa delle presenze e delle reti in nazionale ― Uruguay | Cronologia completa delle presenze e delle reti in nazionale ― Uruguay | Cronologia completa delle presenze e delle reti in nazionale ― Uruguay | Cronologia completa delle presenze e delle reti in nazionale ― Uruguay | Cronologia completa delle presenze e delle reti in nazionale ― Uruguay | Cronologia completa delle presenze e delle reti in nazionale ― Uruguay | Cronologia completa delle presenze e delle reti in nazionale ― Uruguay | Cronologia completa delle presenze e delle reti in nazionale ― Uruguay |
| Data                                                                   | Città                                                                  | In casa                                                                | Risultato                                                              | Ospiti                                                                 | Competizione                                                           | Reti                                                                   | Note                                                                   |
| ---------------------------------------------------------------------- | ---------------------------------------------------------------------- | ---------------------------------------------------------------------- | ---------------------------------------------------------------------- | ---------------------------------------------------------------------- | ---------------------------------------------------------------------- | ---------------------------------------------------------------------- | ---------------------------------------------------------------------- |
| 14-7-2001                                                              | Medellín                                                               | Bolivia                                                                | 0 – 1                                                                  | Uruguay                                                                | Coppa America 2001 - 1º turno                                          | -                                                                      |                                                                        |
| 17-7-2001                                                              | Medellín                                                               | Uruguay                                                                | 1 – 1                                                                  | Costa Rica                                                             | Coppa America 2001 - 1º turno                                          | -                                                                      |                                                                        |
| 20-7-2001                                                              | Medellín                                                               | Uruguay                                                                | 0 – 1                                                                  | Honduras                                                               | Coppa America 2001 - 1º turno                                          | -                                                                      | 52’                                                                    |
| 25-7-2001                                                              | Pereira                                                                | Messico                                                                | 2 – 1                                                                  | Uruguay                                                                | Coppa America 2001 - Semifinale                                        | -                                                                      | 75’                                                                    |
| 29-7-2001                                                              | Bogotà                                                                 | Uruguay                                                                | 2 – 2 dts (4 – 5 dtr)                                                  | Honduras                                                               | Coppa America 2001 - Finale 3º posto                                   | 1                                                                      | 16’                                                                    |
| 4-9-2001                                                               | Lima                                                                   | Perù                                                                   | 0 – 2                                                                  | Uruguay                                                                | Qual. Mondiali 2002                                                    | -                                                                      |                                                                        |
| 13-2-2002                                                              | Montevideo                                                             | Uruguay                                                                | 2 – 1                                                                  | Corea del Sud                                                          | Amichevole                                                             | -                                                                      | 63’                                                                    |
| 17-4-2002                                                              | Milano                                                                 | Italia                                                                 | 1 – 1                                                                  | Uruguay                                                                | Amichevole                                                             | -                                                                      |                                                                        |
| 21-5-2002                                                              | Singapore                                                              | Singapore                                                              | 1 – 2                                                                  | Uruguay                                                                | Amichevole                                                             | -                                                                      | 43’                                                                    |
| 20-11-2002                                                             | Caracas                                                                | Venezuela                                                              | 1 – 0                                                                  | Uruguay                                                                | Amichevole                                                             | -                                                                      | Ammonizione                                                            |
| 8-6-2003                                                               | Seul                                                                   | Corea del Sud                                                          | 0 – 2                                                                  | Uruguay                                                                | Amichevole                                                             | -                                                                      |                                                                        |
| 16-7-2003                                                              | La Plata                                                               | Argentina                                                              | 2 – 2                                                                  | Uruguay                                                                | Amichevole                                                             | -                                                                      | 74’                                                                    |
| 24-7-2003                                                              | Lima                                                                   | Perù                                                                   | 3 – 4                                                                  | Uruguay                                                                | Amichevole                                                             | -                                                                      |                                                                        |
| 30-7-2003                                                              | Montevideo                                                             | Uruguay                                                                | 1 – 0                                                                  | Perù                                                                   | Amichevole                                                             | -                                                                      |                                                                        |
| 15-10-2003                                                             | Chicago                                                                | Uruguay                                                                | 2 – 0                                                                  | Messico                                                                | Amichevole                                                             | -                                                                      | 35’                                                                    |
| 19-11-2003                                                             | Curitiba                                                               | Brasile                                                                | 3 – 3                                                                  | Uruguay                                                                | Qual. Mondiali 2006                                                    | -                                                                      |                                                                        |
| 7-7-2004                                                               | Chiclayo                                                               | Messico                                                                | 2 – 2                                                                  | Uruguay                                                                | Coppa America 2004 - 1º turno                                          | -                                                                      |                                                                        |
| 10-7-2004                                                              | Chiclayo                                                               | Uruguay                                                                | 2 – 1                                                                  | Ecuador                                                                | Coppa America 2004 - 1º turno                                          | -                                                                      |                                                                        |
| 13-7-2004                                                              | Piura                                                                  | Argentina                                                              | 4 – 2                                                                  | Uruguay                                                                | Coppa America 2004 - 1º turno                                          | -                                                                      | 5’, 35’                                                                |
| 21-7-2004                                                              | Lima                                                                   | Brasile                                                                | 1 – 1 dts (5 – 3 dtr)                                                  | Uruguay                                                                | Coppa America 2004 - Semifinale                                        | -                                                                      |                                                                        |
| 24-7-2004                                                              | Cusco                                                                  | Colombia                                                               | 1 – 2                                                                  | Uruguay                                                                | Coppa America 2004 - Finale 3º posto                                   | -                                                                      |                                                                        |
| 5-9-2004                                                               | Montevideo                                                             | Uruguay                                                                | 1 – 0                                                                  | Ecuador                                                                | Qual. Mondiali 2006                                                    | -                                                                      |                                                                        |
| 9-10-2004                                                              | Buenos Aires                                                           | Argentina                                                              | 4 – 2                                                                  | Uruguay                                                                | Qual. Mondiali 2006                                                    | -                                                                      | 58’                                                                    |
| Totale                                                                 |                                                                        | Presenze                                                               | 23                                                                     |                                                                        | Reti                                                                   | 1                                                                      |                                                                        |

## Palmarès

### Club

#### Competizioni nazionali
- Campionato uruguaiano: 2

Peñarol: 1999, 2003
- Campionato paraguaiano: 1

Libertad: Clausura 2012